# 坂口烈緒
坂口烈緒（さかぐち れお）は、日本の心理カウンセラー、作家、企業経営者。NobleGate株式会社の代表取締役。「食と心理」の関連性を扱った著作「食生心理」シリーズで知られる。

## 経歴
インタビューによると、福岡県福岡市出身とされる。NobleGate株式会社を設立し、代表取締役に就任した。心理カウンセリングと著作活動を主な事業としている。

## 著作
- 2021年『レオ先生の「悩むのに飽きたら開く本」』 文芸社／ISBN 9784286228860 

- 2021年『食の心理学「食生心理」で作る 心理を読み解く食材とレシピ』 NextPublishing Authors Press／ISBN 9784802080477 

- 2022年『すきってステキ きらいってステキ』（ノーブルゲート絵本制作チーム） 鳥影社／ISBN 9784862659743 

- 2023年『レオ先生の「怪しい詐欺師に騙されたくない人が開く本」』 銀河書籍／ISBN 9784866453354 

- 2023年『ゆるくってユルくって緩い心理学』 つむぎ書房／ISBN 9784911093658 

- 2023年『食の心理学「食生心理」で作る 自分の心を操る食材とレシピ 和食編』 鳥影社／ISBN 9784867820520 

- 2023年『食の心理学「食生心理」で作る 心理を読み解く食材とレシピ エスニック料理編』 鳥影社／ISBN 9784867820247 

- 2024年『ゆるくってユルくって緩い宗教学』 つむぎ書房／ISBN 9784911093740 

- 2024年『心身相関研究の最先端を考察する』 つむぎ書房／ISBN 9784911093894 

- 2024年『一流心理 サッカー・テニス・バレーボール編』 つむぎ書房／ISBN 9784911355015 

- 2024年『STOP！ 悩みすぎ子育て！ 妊娠中～幼児期編』 つむぎ書房／ISBN 9784911093795

## メディア出演
- 「KENJA GLOBAL」インタビュー（2024年） 
- 「SMB Growth Company」特集記事（2024年） 
- 「B-plus」経営者インタビュー 
- 日本テレビジータス『Succeed！ ～アスリートたちの第二章～』（放送日不明） 
- BS11『耳より！Bizトレンド』（放送日不明）

## 受賞歴・表彰
- 「SMB Growth Company 2024」選出
1. 1 2 3  “代表取締役 坂口烈緒氏インタビュー”.   ビープラス. 2025年8月10日閲覧。
2. ↑  “NobleGate株式会社 代表取締役紹介”.   NobleGate株式会社. 2025年8月10日閲覧。
3. ↑  “食の心理学「食生心理」で作る 自分の心を操る食材とレシピ 和食編”.   版元ドットコム. 2025年8月10日閲覧。
4. ↑  “食の心理学「食生心理」で作る 心理を読み解く食材とレシピ エスニック料理編”.   版元ドットコム. 2025年8月10日閲覧。
5. ↑  “NobleGate株式会社 代表取締役紹介”.   NobleGate株式会社. 2025年8月10日閲覧。
6. ↑  “NobleGate株式会社 代表取締役 坂口烈緒氏インタビュー”.   KENJA GLOBA. 2025年8月10日閲覧。
7. 1 2  “「宝石」「食」「カウンセリング」従来の常識や伝統に新たな視点を加える”.   SMBグロース企業賞. 2025年8月10日閲覧。
8. ↑  “経営者インタビュー”.   B-plus. 2025年8月10日閲覧。
9. ↑  “日テレジータス『Succeed！ ～アスリートたちの第二章～』出演動画”.   YouTube. 2025年8月9日閲覧。
10. ↑  “BS11『耳より！Bizトレンド』出演動画”.   YouTube. 2025年8月9日閲覧。